# Dansen på Sunnanö
Dansen på Sunnanö är en sång skriven av Evert Taube. Visan publicerades första gången den 5 april 1953 i Dagens Nyheter. Evert Taube sjöng därefter in den på grammofonskiva den 27 april 1953.
Sången är vanlig som allsång. Den handlar om en bal på ett pensionat där Rönnerdahl dansar med den lilla fräkniga Eva Liljebäck, spelar fiol och drömmer att hon är hans brud.
Många olika artister har sjungit den; förutom Evert Taube bland andra Cornelis Vreeswijk på skivan Cornelis sjunger Taube. Handlingen i Vreeswijks Balladen om herr Fredrik Åkare och den söta fröken Cecilia Lind påminner delvis om den i Dansen på Sunnanö. På Evert Taubes 100-årsjubileum i Globen 1990 framfördes Dansen på Sunnanö av Monika Lilja Lundin.